# Lewis Weston Dillwyn
Lewis Weston Dillwyn (1778–1855) fue un empresario inglés, fabricante de porcelana, naturalista y miembro del Parlamento.

## Biografía
Hijo mayor de William Dillwyn (1743–1824) y de Sarah Weston, había nacido en Ipswich. Su padre, un cuáquero de Pensilvania había retornado a Gran Bretaña en 1777 durante la peor parte del periodo de la Guerra de Independencia de los Estados Unidos y se ubica en Higham Lodge, Walthamstow, Essex, RU. William Dillwyn fue un vociferante activista antiesclavista que hizo campañas por Inglaterra y Gales del Sur para el "Comité Antiesclavitud". En sus tours por Gales pudo comprar la licencia de la Vajilla Cambrian, Swansea, Glamorganshire de George Haynes, dejando a Haynes como gerente. En 1802 Lewis W. Dillwyn va con su padre a Swansea para tomar el control de la firma. Aunque no poseía experiencia previa en cerámicas, fue un entusiasta y logró mejoras de su calidad bajo su control. En 1814 comenzaron a producir porcelana.
Lewis Weston Dillwyn, sin embargo es mucho más conocido por sus obras publicadas sobre botánica y malacología, incluyendo The British Confervae ilustrado estudio de algas de agua dulce de Bretaña, publicada en 1809. Dillwyn se acreditó el descubrimiento de varias especies del género Conferva . Entre los ilustradores botánicos de The British Confervae estaban los artistas William J. Hooker, Ellen Hutchins y William Weston Young.
En 1817 se retirará de la empresa de alfarería. En 1818 se convierte en Alto Alguacil de Glamorgan y será electo al Primer Parlamento Reformado, en 1834. Será Alcalde de Swansea en 1839. También fue uno de los fundadores de la "Real Institución de Gales del Sur", y su primer Presidente; en 1840 publica una breve historia de Swansea. Se casa con Mary Adams la hija del Coronel John Llewelyn de Penllergare, Llangyfelach en 1807; teniendo seis hijos, uno fue el notable fotógrafo John Dillwyn Llewelyn (1810–1882).

## Algunas publicaciones
- Natural History of British Conservae (1802-1809)
- Lewis Weston Dillwyn (1817). A Descriptive Catalogue of Recent Shells (en inglés). Cornhill: John and Arthur Arch.
- Dawson Turner; Lewis Weston Dillwyn (1805). The botanist’s guide through England and Wales (en inglés). Londres: Phillips and Fardon.
- An Index to the Historia Conchyliorum of Lister. Oxford, 1923.
- Short history of Swansea. 1840.

## Honores
2 de febrero de 1804: designado miembro de la Royal Society

### Eponimia
Géneros
botánico
- (Fabaceae) Dillwynia Roth[1]

molusca
- (Skeneidae) Dillwynella Bory ex Kuntze, 1891 nom. superfl. Calothrix C.Agardh ex Bornet & Flahault, 1886

Especies
- (Orchidaceae) Eria dillwynii Hook.[2]
- La abreviatura «Dillwyn» se emplea para indicar a Lewis Weston Dillwyn como autoridad en la descripción y clasificación científica de los vegetales.[3]

## Abreviatura (zoología)
La abreviatura Dillwyn  se emplea para indicar a Lewis Weston Dillwyn como autoridad en la descripción y taxonomía en zoología.